# Philautus longchuanensis
Philautus longchuanensis är en groddjursart som beskrevs av Yang, Li in Yang, Su och Li 1979. Philautus longchuanensis ingår i släktet Philautus och familjen trädgrodor. Inga underarter finns listade i Catalogue of Life.